# Канцеров, Роман Камилевич
Роман Камилевич Канцеров (род. 20 сентября 2004, Магнитогорск, Челябинская область) — российский хоккеист, нападающий «Металлурга» (Магнитогорск). Мастер спорта России (2025).

## Биография
Воспитанник магнитогорского «Металлурга». В сезонах 2020/21 — 2022/23 играл за команду МХЛ «Стальные лисы». 20 января 2023 года в гостевом матче «Металлурга» против «Сибири» (2:4) дебютировал в КХЛ, проведя единственный матч в сезоне. Со следующего сезона стал основным игроком команды.
На драфте НХЛ 2023 года был выбран во 2-м раунде под общим 44-м номером клубом «Чикаго Блэкхокс».
В апреле 2024 года в составе «Металлурга» стал обладателем Кубка Гагарина. В плей-офф в 23 матчах набрал 13 очков (4+9).
5 декабря 2024 года сделал хет-трик в ворота «Лады» в гостях (4:0). До этого в 13 матчах сезона 2024/25 забросил только 2 шайбы. 7 декабря сделал дубль в ворота московского «Динамо», но «Металлург» уступил в гостях 2:3.

## Достижения
- Обладатель Кубка Гагарина (2024)[3]